# Private
 For alternative betydninger, se Privat.
Private er en popmusiktrio, der blev dannet i 2006 af den danske producer og sanger Thomas Troelsen, sammen med guitaristen Asger Tarpgaard og sangerinden Tanja Simonsen. Alle tre medlemmer har tidligere været med i den danske popgruppe Superheroes. Musikken er med tydelige referencer til 1980'er-poppen. Thomas Troelsen har udtalt at der i alt frem til 2010 vil blive udgivet 6 albums, hvor halvdelen er fra Private Party.[kilde mangler] Der er udgivet et album fra Private Party, som er et remix album af My Secret Lover. Sangerinden Tanja har været Soulshocks medhjælper i bootcamp programmerne X-Factor 2010, og Thomas Troelsen var Remees medhjælper i samme program.

## Diskografi

### Album
| År   | Album           | Højeste placering | Certificering |
| År   | Album           | DAN               | Certificering |
| ---- | --------------- | ----------------- | ------------- |
| 2007 | My Secret Lover | 9                 | - Guld        |

### Remix Album
- Private Party (2008)

### Singler
| År                                                     | Single                           | Højeste placering | Certificering | Album           |
| År                                                     | Single                           | DAN               | Certificering | Album           |
| ------------------------------------------------------ | -------------------------------- | ----------------- | ------------- | --------------- |
| 2007                                                   | "My Secret Lover"                | 2                 | - Platin      | My Secret Lover |
| 2007                                                   | "Crucify My Heart"               | 4                 | - Platin      | My Secret Lover |
| 2008                                                   | "We Got Some Breaking Up to Do"  | —                 |               | My Secret Lover |
| 2012                                                   | "Everywhere" (featuring Genasis) | —                 |               |                 |
| 2013                                                   | "Hell Ain't a Bad Place to Be"   | —                 |               |                 |
| "—" marker en udgivelse der ikke opnåede en placering. |                                  |                   |               |                 |